# BM Bulat
El T-64BM Bulat (en ucraniano: БМ Булат), es un paquete de actualización de origen ucraniano hecho por la firma KMDB para revalidar la vida operativa de los tanques T-64 en servicio con el ejército ucraniano, y desplegado desde el año 2006.

## Descripción
El carro de combate principal T-64 es el núcleo del diseño de carros de combate actuales tanto de Rusia como de Ucrania, ya que durante la existencia de la URSS sus diseños fueron compartidos, y las unidades blindadas de todo el antiguo ejército soviético tuvieron este blindado dentro de sus arsenales en la línea principal de batalla, hasta que llegaran el T-72, y su evolución; el revolucionario T-80; que lo superaría en cuanto a movilidad y eficiencia de tiro, así como en blindaje.
El BM Bulat se separa del T-80 al no tener su turbina propulsora, la GTD-1250, y usa en lugar de este propulsor el motor diésel de diseño local 6TD-2, aparte, el cañón de calibre 115 mm U-5TS es reemplazado por uno ruso, el 2A46M-1 o por la copia local del cañón de 120 mm OTAN.
Puede disparar misiles desde el mismo, y aparte, porta un blindaje añadido, similar al Kontakt-5 ruso, el 'Nozh-5 de manufactura local, y las armas secundarias, aparte del misil, son las mismas de su similar, el T-84.

## Usuarios
- Ucrania - Hasta la fecha, 76 unidades han sido entregadas tanto por la factoría KMDB, como por la fábrica HBTRZ.
- Rusia - Ya se confirmó hasta la fecha al menos una unidad capturada del T-64BM por el Ejército Ruso.

T-64 BM capturado por las Fuerzas Armadas Rusas

### Desarrollos relacionados
- T-64
- // T-80UM2
- T-84 Oplot
- BREM-84 Atlet

### Vehículos similares
- Leopard 2A7+
- / Leopardo 2E
- Tipo 98G
- M1 Abrams A2
- P'ookpong Ho (M-2002)
- K2 Black Panther
- C1 Ariete
- Arjun
/ T-90 "Bhishma"
- Zulfiqar 3
- Tipo 90
  Tipo 10
- /  Al-Khalid
/  Al-Zarrar
- Challenger 2 LIP
- T-80UM2
  T-90 
  T-99 Armata
- M-84AS (M-2001)
- MİTÜP Altay

### Listas relacionadas
- Anexo:Tanques de combate principal por generación